# Ingenio
Ingenio (abgeleitet von spanisch ingenio azucarero ‚Zuckerfabrik‘) ist eine Gemeinde auf der Kanarischen Insel Gran Canaria. Sie hat 32.747 Einwohnern (Stand: 2024) auf einer Fläche von 38,83 km². Zusammen mit dem benachbarten Telde beherbergt diese Gemeinde den internationalen Flughafen von Gran Canaria.

## Geschichte
Vor der Eroberung der Insel Gran Canaria durch die Spanier gehörte das Gebiet von Ingenion zum Guanartemato von Telde.

## Geographie
Ingenio liegt südlich von Telde und nordöstlich von Agüimes im Süden und Valsequillo im Westen.

## Einwohner
| Jahr | Einwohner | Bevölkerungsdichte |
| ---- | --------- | ------------------ |
| 1991 | 21.807    | –                  |
| 1996 | 24.394    | –                  |
| 2001 | 24.439    | 643,1 Ew./km²      |
| 2002 | 25.681    | –                  |
| 2003 | 26.433    | 692,9 Ew./km²      |
| 2004 | 26.857    | 691,7 Ew./km²      |
| 2005 | 27.308    | 715,8 Ew./km²      |
| 2019 | 31.321    | 821,0 Ew./km²      |
| 2021 | 31.887    | 835,8 Ew./km²      |

## Bilder

Kirche von Ingenio
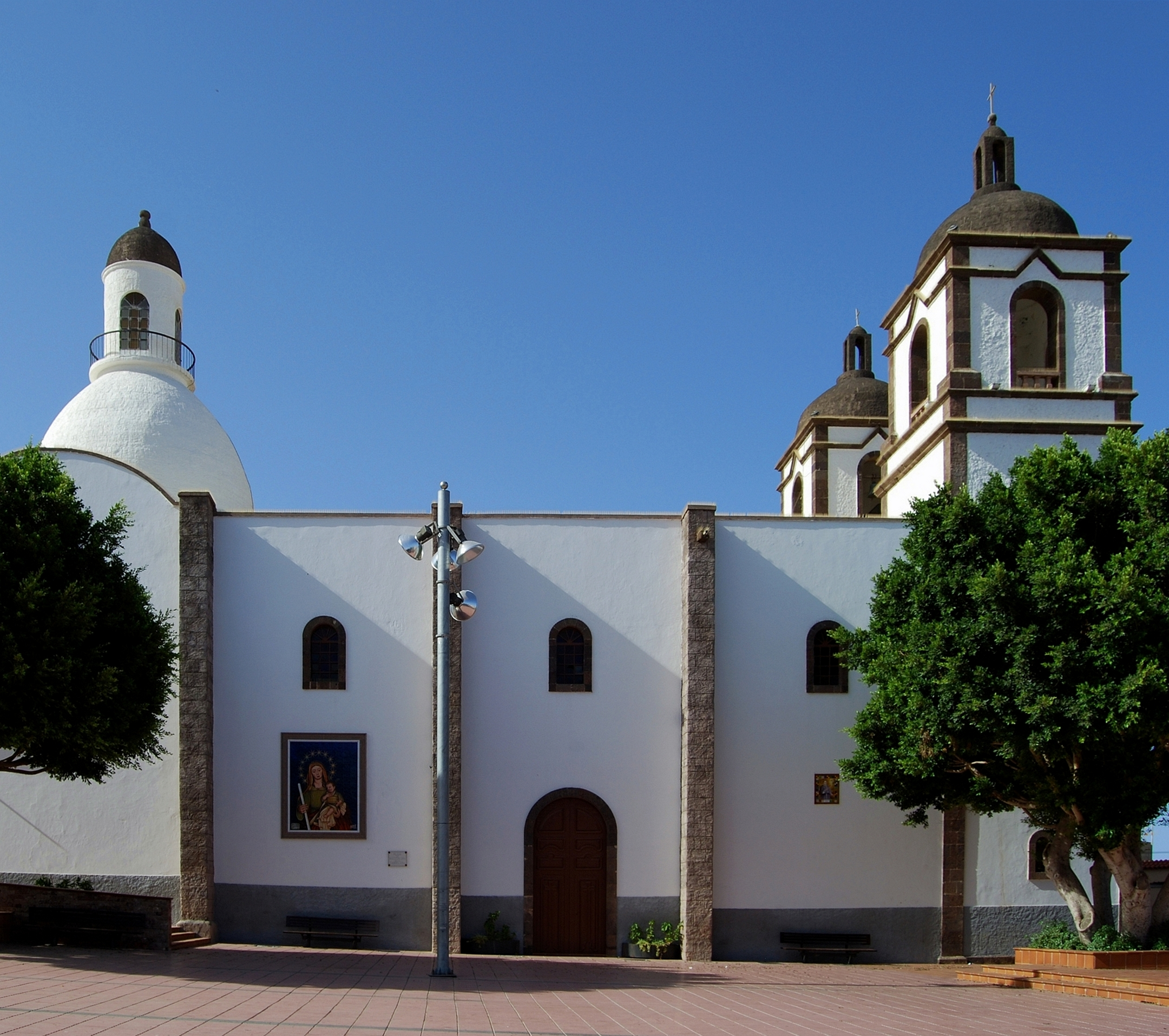
Kirche mit Portal
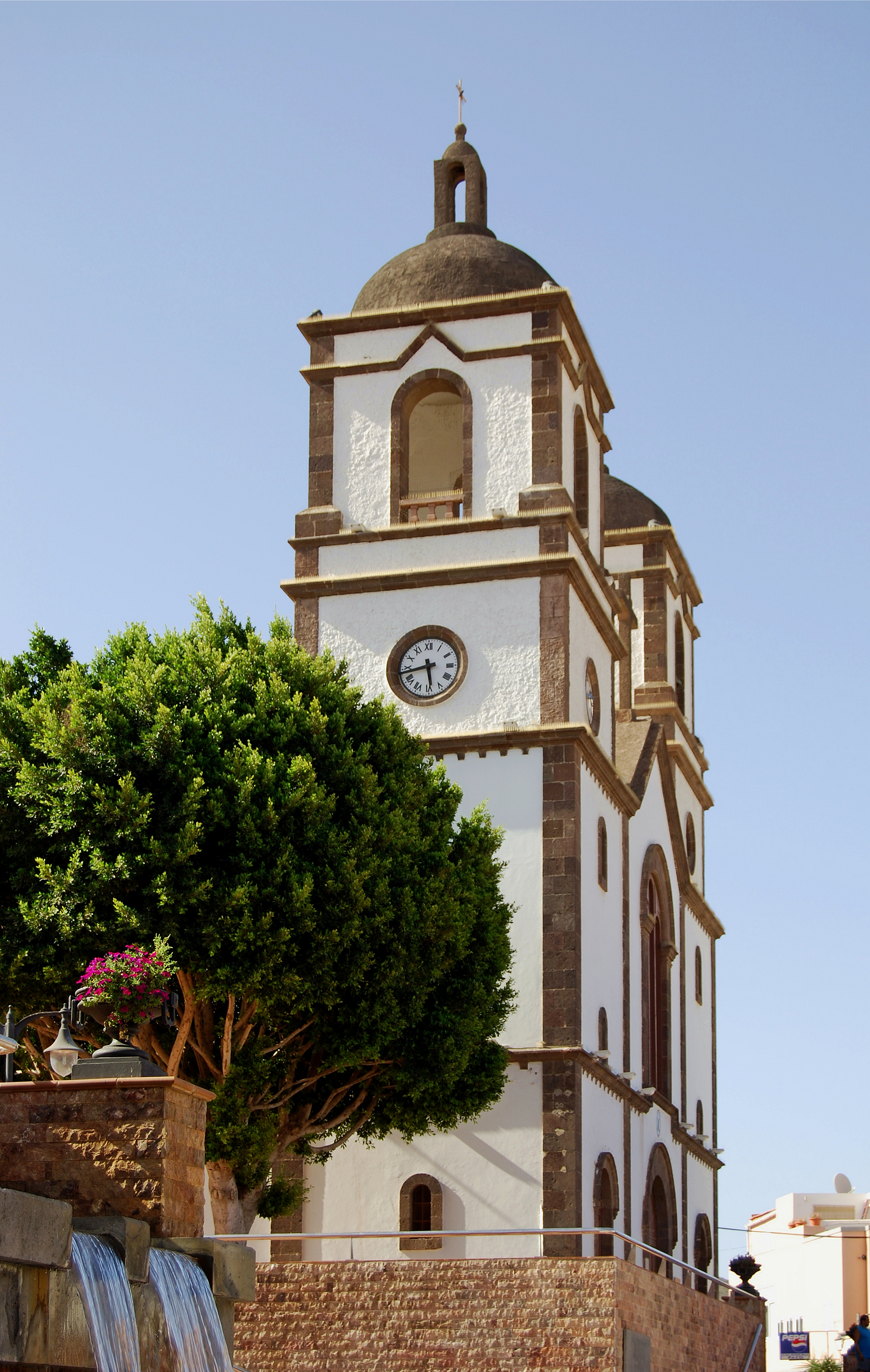
Die beiden Kirchtürme